# Ricardo Olmos Canet
Ricardo Olmos Canet (Massamagrell, 23 februari 1905 – Madrid, 21 november 1986) was een Spaans componist, muziekpedagoog en musicoloog.

## Levensloop
Olmos Canet was een zoon van een amateurmuzikant, die in de banda van Alboraya dwarsfluit speelde. Ook Olmos Canet kreeg zijn eerste lessen muziektheorie in de muziekschool van deze banda, die door zijn grootvader was mee opgericht. Hij studeerde aan het Conservatorio Superior de Música "Joaquin Rodrigo" in Valencia bij Manuel Palau Boix. Nadat hij zijn diploma's had behaald ging hij naar Parijs en studeerde aldaar bij Charles Koechlin, vooral om diens boeken over muziektheorie (o.a. Traité de L'harmonie en Precis des régles du contrapoint) te leren kennen, maar ook bij Jacques Challey.
In 1939 vertrok hij naar Madrid en werkte aan het musicologisch instituut. Omtrent 1950 verzamelde hij liederen uit bepaalde Spaanse regio's Canciones y danzas de Onteniente y Bélgida (1950) en Canciones y danzas de Bocairente (1952). Verder was hij docent aan de "Escuela Experimental del Magisterio de Madrid". Olmos Canet is auteur van vier werkboeken over muziektheorie, te weten El contrapunto simple, El contrapunto doble, El contrapunto modal en Elementos de forma musical. Hij was lid van de "Asociación de Compositores Sinfónicos Españoles" (ACSE).
Als componist is heeft hij zich een grote naam gemaakt voor zijn vocale werken en zijn muziek voor piano.

## Composities

### Werken voor banda (harmonieorkest)
- Tres Piezas infantiles
  1. Balada
  2. ¡Duerme, mi niño!
  3. Jugando al caballito

### Vocale muziek

#### Werken voor koor
- 1926 Muiñeira, voor gemengd koor
- 1978 Bolero, voor gemengd koor
- 1978 Canciones aragonesas - dos impresiones musicales sobre la lírica popular altoaragonesa, voor sopraan solo en zeststemmig gemengd koor (sopraan, contralto, tenor 1, tenor 2, bas 1, bas2)
  1. Albada
  2. Bolero
- Alleluia, voor gemengd koor
- Dos canciones vascas, voor gemengd koor
- Serenata Grotesca, voor gemengd koor
- Tres cançons valencianes, voor gemengd koor
  1. A la voreta del mar
  2. Cançó de batre
  3. La font del tres xorros

#### Liederen
- 1960 Caido se le ha un clavel ..., villancico voor zangstem en piano
- 1960 Cantad, pastorcillos, villancico voor zangstem en piano
- 1961 El sueño de Jesús, villancico voor zangstem en piano
- 1965 !Oh, hermosura! ... villancico voor zangstem en piano - tekst: Santa Teresa de Jesús
- 1972 Cuatro villancicos asturianos, voor zangstem en piano
  1. El neñu diz que tien sed
  2. Desvelente los amores
  3. Yo non se que tien el neñu
  4. Vienen tres Reyes Magos
- Cantiga, voor vier vocalisten (sopraan, contralto, tenor en bas)
- Díptico amoroso, voor vier vocalisten (sopraan, contralto, tenor en bas)
- Dos trovas en loor de la Virgen María, voor vier vocalisten (sopraan, contralto, tenor en bas)
- El cant dels ocells, voor sopraan en piano
- Porompo, voor zangstem en piano - tekst: J. González Estrada
- Romance de la blanca niña, voor sopraan en piano
- Ramance del Cid, voor zangstem en piano
- Seis meditaciones para Semana Santa y un Alleluia, voor vier vocalisten (sopraan, contralto, tenor en bas)
- Sueño del Niño Jesús, voor zangstem en piano - tekst: Eduardo Marquina
- Tres meditaciónes y Aleluya, voor zangstem en piano
- Tres piezas vascas, , voor vier vocalisten (sopraan, contralto, tenor en bas)
  1. Oi Eguberri gaua
  2. A Mutil kopetilun
  3. Aritz adarean

### Werken voor piano
- 1945 Dos preludios
- 1959 Seis movimientos de Danza
- Danza valenciana
- Elegía à Charles Koechlin
- Estampas hebreas
- Noche romántica, acht schetsen
  1. Paseo nocturno
  2. Rayo de luna
  3. Recordando una marcha nupcial
  4. Campanas lejanas
  5. Declaración amorosa
  6. Contestanción
  7. Idilio
  8. ...es el amor que pasa...
- Pastoral
- Sonatina
- Suite de danzas catalanas
- Toccata
- Tres poemas
  1. Balada
  2. Duerme, mi niño
  3. Jugando al caballito

## Publicaties
- Canciones y danzas de Onteniente y Bélgida, Instituto valenciano de Musicología, Institución Alfonso el Magnánimo, Diputación Provincial de Valencia, 1950. 63 p.
- Canciones y danzas de Bocairente, Instituto valenciano de Musicología, Institución Alfonso el Magnánimo, Diputación Provincial de Valencia, 1952. 96 p.
- Canciones y danzas de Morella, Forcall, Todolella, Castell de Cabres, Instituto valenciano de Musicología, Institución Alfonso el Magnánimo, Diputación Provincial de Valencia, 1952. 81 p.
- Cuadernos de música folklórica valenciana n.1 i 6, 1950-52